# Rastlinstvo in živalstvo Brazilije
Rastlinstvo in živalstvo Brazilije obsega vse naravno prisotne živali, rastline in glive v tej južnoameriški državi. Brazilija, ki je dom 60 % Amazonskega deževnega gozda, ki predstavlja približno desetino vseh vrst na svetu, velja za državo z največjo biotsko raznovrstnostjo med vsemi državami na planetu. Ima največ znanih vrst rastlin (60.000), sladkovodnih rib (3000), dvoživk (1188), kač (430), žuželk (90.000) in sesalcev (775). Uvršča se tudi na tretje mesto na seznamu držav z največ vrstami ptic (1971) in tretja z največ vrstami plazilcev (848). Število vrst gliv ni znano (+3300 vrst). Približno dve tretjini vseh vrst po svetu najdemo v tropskih območjih, ki pogosto sovpadajo z državami v razvoju, kot je Brazilija. Brazilija je za Indonezijo druga država z največ endemičnimi vrstami.

## Biotska raznovrstnost
V živalskem kraljestvu obstaja splošno soglasje, da ima Brazilija največje število tako kopenskih vretenčarjev kot nevretenčarjev med vsemi državami na svetu. To veliko raznolikost favne je mogoče deloma razložiti s samo velikostjo Brazilije in velikimi razlikami v ekosistemih, kot so Amazonski deževni gozd, Atlantski gozd, Cerrado, Pantanal, pampe in Caatinga. Objavljene številke o raznolikosti brazilske favne se razlikujejo od vira do vira, saj se taksonomisti včasih ne strinjajo glede klasifikacij vrst, informacije pa so lahko nepopolne ali zastarele. Še naprej se odkrivajo nove vrste in nekatere vrste izumrejo v naravi. Brazilija ima največjo raznolikost primatov (131 vrst) in sladkovodnih rib (več kot 3150 vrst) med vsemi državami na svetu. Zahteva tudi največje število sesalcev s 775 vrstami, tretje največje število metuljev s 3150 vrstami, tretje največje število ptic s 1982 vrstami in tretje največje število plazilcev s 848 vrstami. Obstaja veliko število ogroženih vrst, od katerih mnoge živijo v ogroženih habitatih, kot sta Atlantski gozd ali Amazonski deževni gozd.
Znanstveniki so v Braziliji opisali med 96.660 in 128.843 vrstami nevretenčarjev. Po oceni Thomasa M. Lewinsohna in Paula I. Prada iz leta 2005 je Brazilija dom približno 9,5 % vseh vrst in 13,1 % živih organizmov na svetu; po mnenju avtorjev so te številke verjetno podcenjene.
O brazilskih glivah je znanega dovolj, da lahko z gotovostjo trdimo, da mora biti število avtohtonih vrst zelo veliko in zelo raznoliko: v delu, ki je bilo skoraj v celoti omejeno na zvezno državo Pernambuco, v 1950-ih, 1960-ih in zgodnjih 1970-ih so opazili več kot 3300 vrst ena sama skupina mikologov. Glede na to, da trenutne najboljše ocene kažejo, da je bilo doslej odkritih le okoli 7 % prave svetovne raznolikosti vrst gliv, pri čemer je večina znanih vrst opisanih v zmernih regijah, bo število vrst gliv, ki se pojavljajo v Braziliji, verjetno veliko večje.
Ker Brazilija obsega številne ekosisteme, bogate z vrstami za živali, glive in rastline, živi na tisoče vrst, pri čemer jih je veliko (če ne večina) še neodkritih. Zaradi razmeroma eksplozivnega gospodarskega in demografskega vzpona države v zadnjem stoletju je bila zmožnost Brazilije, da zaščiti svoje okoljske habitate, vse bolj ogrožena. Obsežna sečnja v državnih gozdovih, zlasti v Amazoniji, tako uradna kot neuradna, vsako leto uniči območja v velikosti majhne države in potencialno raznolike rastline in živali. Ker pa imajo različne vrste posebne značilnosti ali so zgrajene na zanimiv način, se nekatere njihove sposobnosti kopirajo za uporabo v tehnologiji (glej bionika), potencial dobička pa lahko povzroči upočasnitev krčenja gozdov.

## Ekoregije
Ogromno območje Brazilije je razdeljeno na različne ekoregije v več vrstah biomov. Zaradi široke palete habitatov v Braziliji, od Amazonskega deževnega gozda in Atlantskega gozda (ki vključuje vrsto restinga ob atlantski obali), do tropske savane Cerrado, do kseričnega grmišča Caatinga, do največjega mokrišča na svetu na območju Pantanala obstaja tudi veliko različnih divjih živali.

## Živali

### Kopenski sesalci in plazilci
Divji kanidi, ki jih najdemo v Braziliji, so grivasti volk (Chrysocyon brachyurus), gozdni pes (Speothos venaticus), šakalska lisica (Cerdocyon thous), kratkouhi pes (Atelocynus microtis), siva lisica (Lycalopex vetulus) in pampaška lisica (Lycalopex gymnocercus). Mačke, ki jih najdemo v Braziliji, so jaguar, puma, margaj ali dolga mačka (Leopardus wiedii), ozelot, oncila ali leopardja mačka (Leopardus tigrinus) in jaguarundi. Druge pomembne živali so veliki mravljinčar (Myrmecophaga tridactyla), več vrst lenivcev in pasavcev, koati, orjaška vidra, tapirji, pekariji, močvirski jelen, pampaški jelen in kapibara (največji obstoječi glodavec na svetu). Obstaja okoli 131 (leta 2022) vrst primatov, vključno z vriskači, kapucinke, sajmiriji, marmozetke in tamarinke.
Brazilija je dom anakonde, ki jo pogosto sporno opisujejo kot največjo kačo na planetu. Ta vodni udav je bil izmerjen v dolžino do 9,1 m, vendar zgodovinska poročila ugotavljajo, da domorodci in zgodnji evropski raziskovalci trdijo, da so anakonde dolge do 30 m.

### Nevretenčarji
V Braziliji v divjini živi 1107 znanih vrst nemorskih mehkužcev.
Drugega največjega pajka na svetu, ptičjejeda (Theraphosa blondi), lahko najdemo v nekaterih regijah Brazilije.

### Insekti
Izračunano je, da ima Brazilija več žuželk kot katera koli država na svetu. Ocenjuje se, da ima več kot 70.000 vrst žuželk, nekatere ocene pa segajo do 15 milijonov, več pa jih odkrijejo skoraj vsak dan. Eno poročilo iz leta 1996 je ocenilo med 50.000 in 60.000 vrst žuželk in pajkov na enem hektarju deževnega gozda. V Braziliji najdemo približno 520 vrst thysanoptera, ki pripadajo šestim družinam v 139 rodovih.

### Ptice
Brazilija je tretja na seznamu držav, za Kolumbijo in Perujem, z največjim številom različnih vrst ptic, saj ima 1622 identificiranih vrst, vključno z več kot 70 vrstami papig. Ima 191 endemičnih ptic. Raznolikost vrst ptic je prav tako ogromna in vključuje ptice, od živobarvnih papig, tukanov in trogonov do plamencev, rac, jastrebov, kraguljev, orlov, sov, labodov in kolibrijev. Obstajajo tudi vrste pingvinov, ki so jih našli v Braziliji.
Največja ptica, najdena v Braziliji, je nandu, neleteča ptica, podobna emuju.

### Vodne živali in dvoživke
Brazilija ima več kot 3000 identificiranih vrst sladkovodnih rib in več kot 500 vrst dvoživk. Tako kot drugod v Južni Ameriki je večina vrst sladkovodnih rib Characiformes in Siluriformes (somi), vendar obstaja tudi veliko vrst iz drugih skupin, kot so Cyprinodontiformes ribe in Cichlid (ostrižnik). Medtem ko je večina brazilskih ribjih vrst avtohtonih v porečju Amazonke, Parane–Paragvaja in Rio São Francisca, ima država tudi nenavadno veliko troglobitskih rib (jamske ribe), saj je do sedaj znanih 25 vrst (15 % vseh na svetu). Najbolj znane ribe v Braziliji so piranje.
Druge vodne živali in dvoživke, najdene v Braziliji, so Orinoška pliskavka (največji rečni delfin na svetu), kajmani (kot je črni kajman) in pirarucu ali arapaima (ena največjih rečnih rib na svetu). Znane so tudi živobarvne strupene žabe (Podrevnice).

## Glive
Raznolikost brazilskih gliv – tudi tista majhna količina, ki je doslej znana znanstvenikom – je osupljiva. Mikolog Batista in njegovi sodelavci, ki so v 1950-ih, 1960-ih in 1970-ih delali v Pernambucu, so z uporabo samo konvencionalne mikroskopije in pregledovanja živih listov, zbranih z različnih rastlin, redno beležili več kot eno vrsto gliv, včasih tudi do deset na enem listu. Čeprav informacije o glivah po vsem svetu ostajajo zelo razdrobljene, predhodna ocena, ki temelji le na delu Batiste, kaže, da število potencialno endemičnih vrst gliv v Braziliji že presega 2000. Poleg tega so glive v Braziliji zelo pogosto opažene.

## Rastline
Brazilija ima 55.000 zabeleženih rastlinskih vrst, največ v kateri koli državi. Približno 30 % teh vrst je endemičnih za Brazilijo. Regija Atlantskega gozda je dom tropskih in subtropskih vlažnih gozdov, tropskih suhih gozdov, tropskih savan in gozdov mangrov. Regija Pantanal je mokrišče in dom znanih 3500 vrst rastlin. Cerrado je biološko najbolj raznolika savana na svetu.
Drevo pau-brasil (znano tudi kot brazilski les in izvor imena države) je bila pogosta rastlina ob atlantski obali Brazilije. Toda čezmerna sečnja cenjenega lesa in rdečega barvila iz lubja je pau-brasil potisnila v izumrtje. Se pa od začetka sintetičnih barvil pau-brasil nabira manj.
Po vsej Braziliji, v vseh biomih, je na stotine vrst orhidej, vključno s tistimi iz rodov Cattleya, Oncidium in Laelia.
Ob meji z Venezuelo leži gora Roraima, kjer rastejo številne mesojede rastline. Rastline so se razvile tako, da prebavljajo žuželke zaradi oligotrofne (nizka vsebnost hranilnih snovi) prsti tepuijev.

## Grožnje
Več kot ena petina Amazonskega deževnega gozda v Braziliji je popolnoma uničena, več kot 70 sesalcev pa je ogroženih. Grožnja izumrtja prihaja iz več virov, vključno s krčenjem gozdov in divjim lovom. Izumrtje je še bolj problematično v Atlantskem gozdu, kjer je bilo posekanih skoraj 93 % gozda. Od 202 ogroženih živali v Braziliji jih je 171 v Atlantskem gozdu.
Trenutno je 15,8 milijona hektarjev tropskega ekosistema popolnoma odpravljenih za gojenje sladkornega trsa za proizvodnjo etanola. In v naslednjih štirih letih je načrtovanih zasaditev dodatnih 4,5 milijona hektarjev. 70–85 % brazilske transportne energije izvira iz etanola ali različnih mešanic etanola in goriv na osnovi nafte. Le približno 15-20 % prihaja iz uvožene nafte. Ta obsežen nacionalni program biogoriv je bil uničujoč za raznolikost tropskih divjih živali in globalno podnebje/okolje. Article 1 S prevzemom družbe BioEnergia namerava BP (British Petroleum) dodatno razširiti brazilski program etanola. BP - BioEnergija

## Državni simboli
| Narodna ptica | Turdus rufiventris (sabiá - rdeči drozg)            |
| Narodna roža  | Tecoma chrysostricha (Ipê-amarelo – zlata trobenta) |
| Narodno drevo | Brazilski les (Pau-brasil – Caesalpinia echinata)   |